# رابطة الاتصالات التقدمية
رابطة الاتصالات التقدمية (APC) هي شبكة عالمية من المنظمات التي تأسست في عام 1990 لتوفير البنية التحتية للاتصالات، بما في ذلك التطبيقات المعتمدة على الإنترنت، للمجموعات والأفراد الذين يعملون من أجل السلام، وحقوق الإنسان، وحماية البيئة والاستدامة. غالبًا ما كانت رابطة الاتصالات التقدمية، هي أول مزودات الإنترنت في الدول الأعضاء فيها، في ظل ريادة استخدام تقانة المعلومات والاتصالات للمجتمع المدني، ولا سيما في البلدان النامية.
رابطة الاتصالات التقدمية هي شبكة عالمية من الناشطين الاجتماعيين الذين يستخدمون الإنترنت لجعل العالم مكانًا أفضل. رابطة الاتصالات التقدمية هي شبكة ومنظمة معًا. أعضاء هذه الرابطة هم مجموعات تعمل في بلدانها لتحقيق مهمة الرابطة نفسها. تمتلك الرابطة أكثر من 59 عضوًا معظمهم في آسيا وإفريقيا وأمريكيا اللاتينية، من القارات الخمس. تعد هذه الرابطة تحديًا وقوة لأن أعضاءها على طرفي نقيض في تطوير الإنترنت (أعضاء في كوريا الجنوبية يتمتعون بترابطية عالية، وأعضاء في ريف نيجيريا يقومون بتشغيل أجهزة الحواسيب باستخدام بطاريات السيارات أو الطاقة الشمسية) وما بينهما.

## تاريخها

### الخلفية والإنشاء
تأسست رابطة الاتصالات التقدمية في عام 1990 من قبل:
- معهد الاتصالات العالمية (آي جي سي)، سان فرانسيسكو، الولايات المتحدة الأمريكية.
- غرين نيت، لندن، المملكة المتحدة
- آي بيس، ريو دي جينيرو، البرازيل
- نيكاراو، ماناغوا، نيكاراغوا
- شبكات بيغاسوس، خليج بايرون، أستراليا
- شبكات الويب، تورنتو، كندا
- نورد نيت، السويد

يشكل الناشطون الذين يعملون مع المنظمات غير الحكومية المعنية بإدارة البيانات والتي ترعاها الأمم المتحدة، شبكة من المنظمات ذات التفكير المتماثل والتي تعمل مع الإعلام ووسائل الإعلام البديلة. كانوا يتواصلون في هذه المرحلة بشكل رئيسي باستخدام الفاكس والبريد العادي. تنقل الأشخاص بشكل جسدي في الأنحاء ونقلوا وشاركوا قواعد بيانات من المعلومات والبرمجيات على أقراص.
في عام 1988، وعند وشوك إنشاء رابطة الاتصالات التقدمية، تحدث ميترا أردرون عن الميزات الرئيسية لمستخدمي رابطة الاتصالات المستقبلية، وعملياتها الحالية، وتاريخ سوابق هذه الرابطة: بيس نيت، إيكو نيت، وغرين نيت. عبر أيضًا عن وجود التزام مشترك بتأمين اتصالات عالمية متاحة للجميع.

### موقف الأمم المتحدة
بدأ التعاون بين رابطة الاتصالات التقدمية والأمم المتحدة في عام 1992، استعدادًا لمؤتمر الأمم المتحدة حول البيئة والتنمية (يونيسيد)، المعروف على نطاق أوسع باسم قمة الأرض. نشرت أمانة اليونيسيد معلوماتها في مؤتمرات رابطة الاتصالات التقدمية، باعتبار أنها كانت تمتلك شبكة الاتصالات الاجتماعية المدنية الدولية الوحيدة الموجودة في ذلك الوقت. لم يكن لديهم طريقة أخرى لنشر معلوماتهم بشكل اقتصادي وفعال. (بدأت الأمم المتحدة نفسها بنشر معلوماتها باستخدام وسائل إلكترونية لاحقًا بعد عدة سنوات). أُنشئت روابط البريد الإلكتروني بين كوبا وشبكات الرابطة. تتصل الشبكات بالمخدمات الكوبية ثلاث مرات في اليوم لتسليم البريد الإلكتروني وجمعه.
يستمر التعاون مع مرور السنوات. حصلت الرابطة على مركز استشاري لدى الأمم المتحدة مع تقديم عدة تقارير كل أربع سنوات على مر السنين. تعاونت الرابطة أيضًا مع برنامج الأمم المتحدة الإنمائي. تشارك الرابطة بشكل فعال في مبادرات الأمم المتحدة مثل مبادرة الأهداف الإنمائية للألفية. أجريت ونشرت دراسات حول العنف ضد النساء وتقنيات المعلومات في عشرة بلدان، وكيف أن التشريعات أو عدم وجودها يعيق أو يساعد النساء في إطار تعزيز المساواة بين الجنسين وتمكين المرأة.
نسق برنامج دعم شبكات النساء التابع لرابطة الاتصالات التقدمية (إيه بّي سي-دبليو إن إس بّي) شبكة نسائية هدفها تقديم وجهة نظر المنظمات غير الحكومية في مجلة بكين+5 التابعة للأمم المتحدة. تشجع الإعلانات الرسمية تقانة المعلومات كوسيلة لتعزيز مشاركة المنظمات غير الحكومية في صنع السياسات الإعلامية العالمية. تقدم أيضًا توصيات بشأن كيفية تصوير المرأة والدعوة واتخاذ القرار في صناعة الإعلام.

### أواخر تسعينيات القرن العشرين
كان لرابطة الاتصالات التقدمية أثر كبير في إفريقيا وآسيا وأوروبا الوسطى والشرقية ومنطقة الكاريبي من خلال تزويد منظمات المجتمع المدني بالبريد الإلكتروني والمعلومات الإلكترونية باستخدام بوابات فيدو نيت. استُخدم بروتوكول فيدو نيت لأنه يستخدم تقنية «تخزين وتوجيه» تمكن الناس من كتابة وقراءة البريد الإلكتروني في حالة عدم الاتصال بالشبكة وهو أمر مهم جدًا في الدول ذات البنية التحتية الضعيفة (خطوط الهاتف، والإمدادات والأجهزة الكهربائية).
عقدت شبكات الرابطة الإفريقية التي تواجه منافسة قوية من مزودات الخدمة التجارية، اجتماعًا لتنمية الاستراتيجية الأفريقية بين 8-11 فبراير، 1997 في جوهانسبرغ، جنوب أفريقيا. حضر الاجتماع 34 عضو من أعضاء الرابطة والشبكات الشريكة من جميع أنحاء أفريقيا. نوقشت فيه مجالات البرنامج وإطار العمل والخطة فضلًا عن برنامج المرأة. صدر عن وكالات الاتصالات الإلكترونية الأفريقية بيان قوي كان بمثابة «بيان العائلة المقدسة».
جاء تهديد قانوني لحرية المعلومات على شبكة الإنترنت في أبريل عام 1997 من شركة باي ووتر، واشترك فيه العضو في رابطة الاتصالات التقدمية لابور نت. وقد عكس 13 عضوًا من المجلس محتوى التهديد.

### 2002-2003
كان عام 2000 نقطة تحول بالنسبة لرابطة الاتصالات التقدمية. ورد في بيان الرؤية الجديدة الذي تمت صياغته في اجتماع مجلس الرابطة وعقد في بيريابوليس، أورغواي، باستضافة معهد العالم الثالث (آيتيم): «تعمل رابطة الاتصالات التقدمية على تحقيق عالم يتمتع فيه جميع الناس بوصول سهل ومتكافئ وتكلفة مقبولة إلى الإمكانات الإبداعية للإنترنت لتحسين حياتهم وخلق مجتمعات أكثر ديمقراطية ومساواة».
في مايو عام 2000، بدأت الرابطة وشركاؤها بالعمل على إنشاء بوابة تجمع المواد التدريبية المتعلقة بتقانة المعلومات والاتصالات من أجل التغيير الاجتماعي. تعد هذه البوابة التي سميت آي ترين أونلاين (Itrain Online)، نقطة وصول لأفضل مصادر التدريب على الحاسوب على شبكة الإنترنت التي تهدف للتغيير الاجتماعي والتنمية.
نشر أول ميثاق لحقوق الإنترنت للرابطة بثلاث لغات هي: الإنجليزية والفرنسية والإسبانية. تم فيه تناول مواضيع: الوصول إلى الإنترنت للجميع، وحرية التعبير وتكوين الجمعيات، والوصول إلى المعرفة، والتعلم المشترك والإبداع، والخصوصية والحوكمة والحقوق.
بدأت الرابطة بقضايا المساواة بين النوعين الاجتماعيين (الجندرين) والتنمية الزراعية والريفية في مجتمع المعلومات (جيناريدز) في عام 2002. تم إطلاق هذا المشروع لتقديم منح صغيرة للمبادرات الزراعية التي تقوم بها النساء. أثر الوصول إلى تقنيات المعلومات والاتصالات على الرجال والنساء في الأرياف وحسن من الإنتاج الزراعي.
نُشر كتيب سياسة تقانة المعلومات والاتصالات للمبتدئين في عام 2003 إضافة إلى التدريب على سياسة الرابطة المخصص لمنهج المجتمع المدني بثلاث لغات والذي يتضمن قسمًا خاصًا للدعوة إلى التغيير للسياسة الإيجابية.
حفزت رابطة الاتصالات التقدمية الحوار المتعدد بين أصحاب العلاقة ليكون جزءًا من برنامج تحفيز الوصول إلى تقنيات المعلومات في أفريقيا (كاتيا)، ودربت 100 من عشاق التكنولوجيا في أفريقيا لبناء شبكات مجتمعية لاسلكية.